# Brasiliansk terrier
Brasiliansk terrier er en hunderace af typen terrier der er udviklet i Brasilien. Den ligner og har muligvis som stamfar, Foxterrieren, selvom nogle mener at der kan være andre stamfædre såsom Jack Russell Terrier. Racen er ikke anerkendt af FCI eller andre.
- Wikimedia Commons har flere filer relateret til Brasiliansk terrier

| Dyr | Spire Denne artikel om dyr er en spire som bør udbygges. Du er velkommen til at hjælpe Wikipedia ved at udvide den. |